# 鲁德廷
鲁德廷是德国巴伐利亚州的一个市镇。总面积12.96平方公里，总人口3051人，其中男性1491人，女性1560人（2011年12月31日），人口密度235人/平方公里。